# Stadion Miejski w Lubawce
Stadion Miejski w Lubawce – stadion piłkarski w Lubawce. Obiekt posiada bieżnię lekkoatletyczną z nawierzchnią szutrową o długości 400 m, boczne boisko treningowe oraz małe zaplecze sanitarne. Stadion został  zmodernizowany w ramach projektu „Dolny Śląsk dla Królowej Sportu”. Odbiór obiektu nastąpił 17 sierpnia 2016.

## Płyty
Na cały stadion składają się trzy płyty:
- w użytku meczowym:
  - duża płyta – mecze rozgrywają tam seniorzy i juniorzy,
  - średnia płyta – mecze rozgrywają tam młodzicy i trampkarze,
- nieużywane w rozgrywkach:
  - mała płyta – płyta treningowa.

Na terenie kompleksu znajdują się także korty tenisowe.

## Gastronomia
Na terenie stadionu działa kawiarnia Sportowa. W ciągu imprez sportowych uruchamiane zostają stoiska gastronomiczne.

## Imprezy w ciągu roku na stadionie
- Turniej Miast Partnerskich Lubawka – Žacléř /czerwiec/
- Międzynarodowe Zawody w Kolarstwie Górskim /wrzesień/ (od 2015 r. zostały przeniesione pod Skocznie narciarską Krucza Skała w dzielnicy Ulanowice.
- Turnieje tenisowe
- Spontan Granie
- Dożynki Gminy Lubawka